# نیکی اورارد
نیکی اورارد (انگلیسی: Nicky Evrard؛ زادهٔ ۲۶ مهٔ ۱۹۹۵) بازیکن فوتبال اهل بلژیک است.
وی همچنین در تیم‌های ملی فوتبال زنان بلژیک بازی کرده‌است.